# Lakin (Kansas)
Lakin város az USA Kansas államában. Lakosainak száma 2205 fő (2020. április 1.).

## Népesség
A település népességének változása:

| 2010 | 2 216 |
| 2020 | 2 205 |